# Pueblo libanés
El pueblo libanés o libaneses son las personas que habitan o tienen su origen en el Líbano. El término también puede incluir a aquellos que habitaron el Monte Líbano y las montañas Anti-Líbano antes de la creación del moderno estado libanés. Los principales grupos religiosos entre los libaneses son musulmanes chiitas, musulmanes sunitas, cristianos católicos maronitas, cristianos ortodoxos griegos, cristianos melquitas, drusos y cristianos protestantes. Sin embargo, el mayor contingente de libaneses comprende la diáspora en América del Norte, América del Sur, Europa, Australia y África, predominantemente cristiana maronita.
Como la proporción relativa de las diversas creencias es políticamente sensible, el Líbano no ha recopilado datos oficiales del censo sobre antecedentes étnicos desde 1932, bajo el mandato francés. Por lo tanto, es difícil tener un análisis demográfico exacto de la sociedad libanesa. La mayor concentración de personas de ascendencia libanesa puede estar en Brasil con una población estimada de 5,8 a 7 millones, pero puede ser una exageración, dado que una encuesta oficial realizada por el Instituto Brasileño de Geografía y Estadística (IBGE) mostró que menos de 1 millón de brasileños reclamaron cualquier origen del Medio Oriente. Los libaneses siempre han viajado por el mundo, muchos de ellos estableciéndose permanentemente, especialmente en los últimos dos siglos.
Se estima que los maronitas han perdido su condición de mayoría en el propio Líbano, en gran parte como resultado de su emigración, aunque siguen siendo uno de los principales grupos religiosos en el país. Los descendientes de cristianos libaneses constituyen la mayoría de los libaneses en todo el mundo.

## Identidad

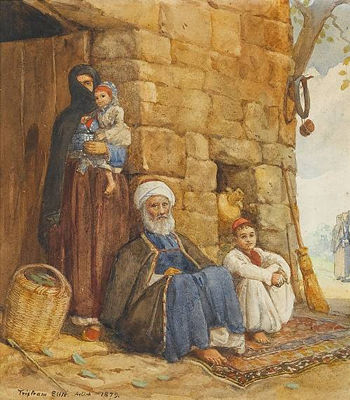
Un dibujo de una familia drusa del Monte Líbano. Los drusos son las sectas más destacadas que surgieron durante la era fatimí.

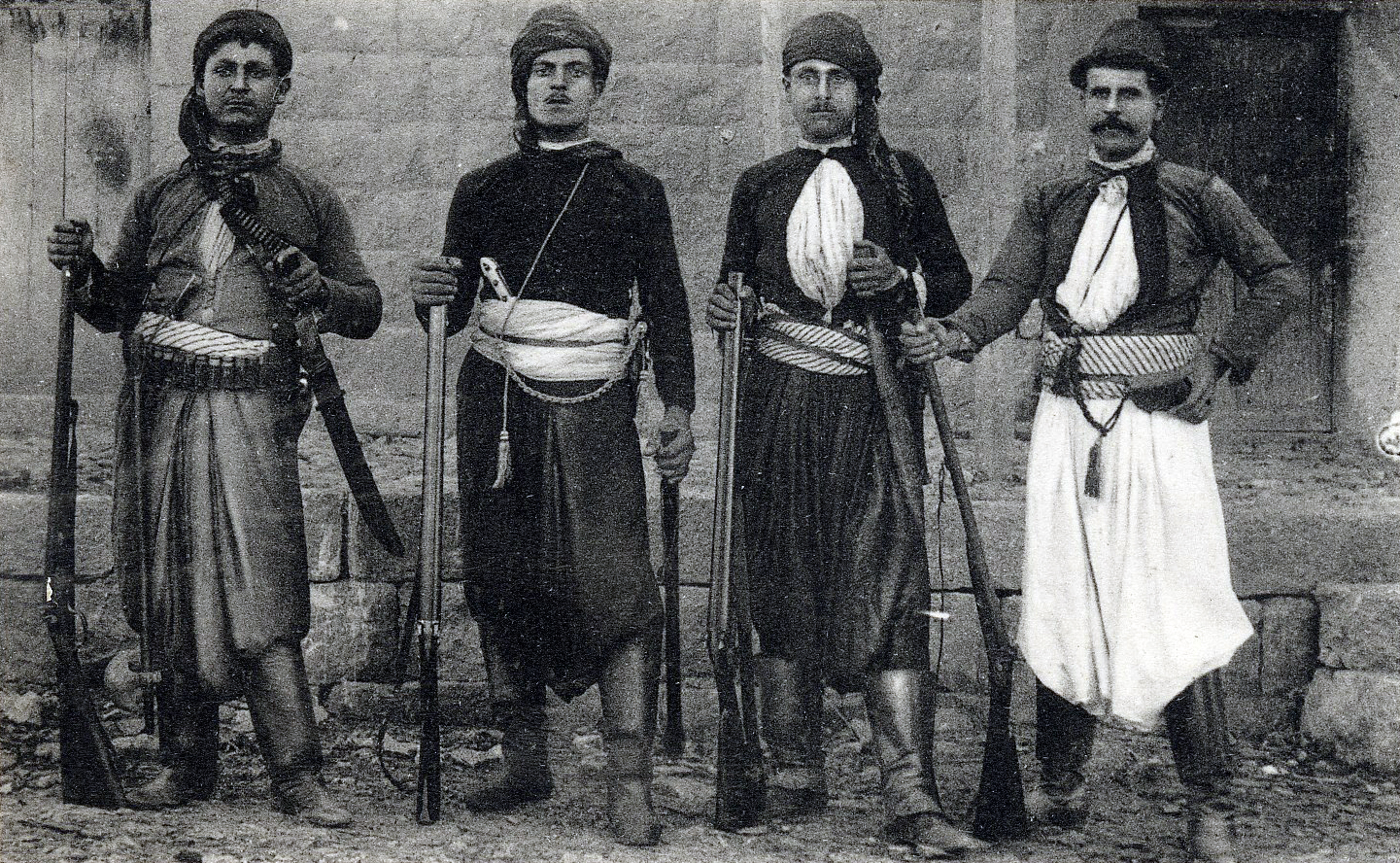
Hombres cristianos del Monte Líbano armados durante la era Mutasarrifid.

Inmediatamente antes de la introducción del árabe, las personas que residían en el Líbano, tanto los que se convertirían en musulmanes como los que seguirían siendo cristianos, junto con la pequeña minoría judía, hablaban arameo, o más precisamente, un idioma arameo occidental. Sin embargo, desde al menos el siglo XV, la mayoría de las personas de todas las religiones que viven en lo que ahora es el Líbano han hablado árabe, o más específicamente, árabe libanés, aunque hasta el siglo XVII, los viajeros en el Líbano todavía informaban sobre varias aldeas de habla aramea. 
Entre los maronitas libaneses, el arameo sigue siendo el idioma litúrgico de la Iglesia maronita, aunque en una forma aramea oriental (el idioma siríaco, en el que el cristianismo primitivo se difundió en todo el Medio Oriente), distinta del arameo hablado del Líbano, que era un idioma arameo occidental. Como el segundo de los dos idiomas litúrgicos del judaísmo, el arameo también fue mantenido como idioma en la esfera de la religión (en el Talmud) entre los judíos libaneses, aunque aquí también en una forma aramea oriental (el Talmud fue compuesto en Babilonia en arameo babilónico). Sin embargo, entre los musulmanes libaneses, el arameo se perdió dos veces, una vez en el cambio al árabe como la lengua vernácula (árabe libanés) y otra vez en la esfera religiosa, ya que el árabe (árabe coránico) es el idioma litúrgico del Islam.

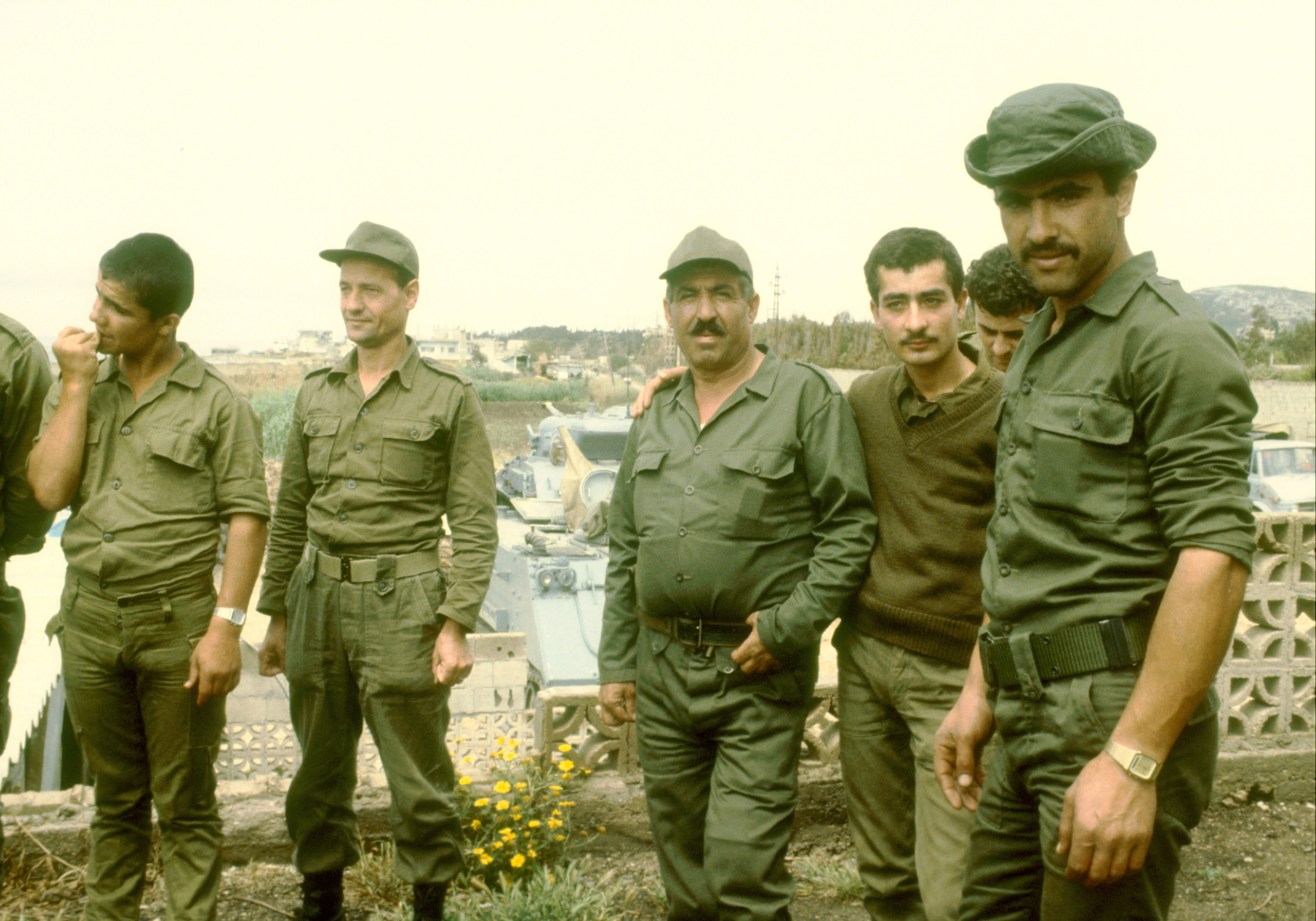
Una milicia cristiana patrullando a lo largo de la frontera libanesa durante la Guerra civil.

Algunos cristianos libaneses, particularmente los maronitas, se identifican a sí mismos como libaneses en lugar de árabes, tratando de recurrir "al pasado fenicio para tratar de forjar una identidad separada de la cultura árabe predominante". Sostienen que la arabización simplemente representaba un cambio al idioma árabe como lengua vernácula del pueblo libanés y, según ellos, no se produjo un cambio real de identidad étnica, y mucho menos en sus orígenes ancestrales, con sus propias historias y tradiciones, y que, por lo tanto, no pertenecen a la etnia panárabe, y por consiguiente esa categorización del pueblo libanés como árabe sería errónea o inaplicable. Ciertas porciones de la población cristiana del Líbano, en particular, tienden a enfatizar aspectos de la historia anterior no árabe del Líbano, para abarcar todas las etapas históricas del Líbano, en lugar de considerar el comienzo de la historia del Líbano con las conquistas árabes.
A la luz de esta "vieja controversia sobre la identidad", algunos libaneses prefieren ver el Líbano, la cultura libanesa y a sí mismos como parte de la civilización "mediterránea" y "levantina", en una concesión a las diversas capas de herencia del Líbano, ambas indígenas, extranjeros no árabes y árabes.

## Diáspora

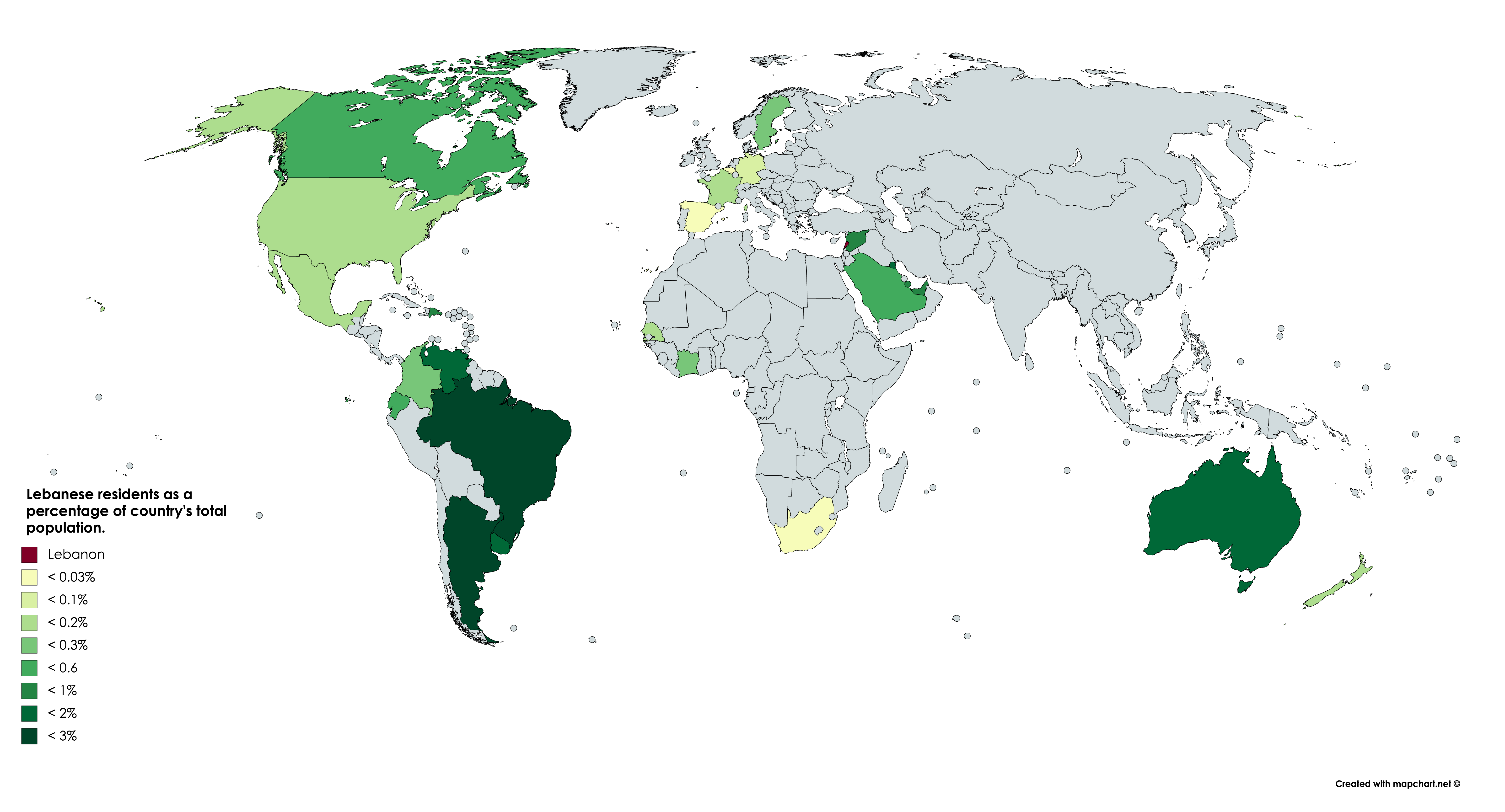
Residentes libaneses como porcentaje de la población total del país.

La diáspora libanesa consta de aproximadamente 8,6 - 14 millones, tanto los nacidos en el Líbano que viven en el extranjero como los nacidos en el extranjero de ascendencia libanesa. La mayoría de los libaneses en la diáspora son cristianos, desproporcionadamente en las Américas, donde reside la gran mayoría. Una cifra estimada muestra que representan aproximadamente el 75% de los libaneses en total. Los libaneses en el extranjero se consideran "ricos, educados e influyentes" y, con el paso del tiempo, la inmigración ha generado "redes comerciales" libanesas en todo el mundo.
El mayor número de libaneses se encuentra en Brasil, donde según la afirmación de los gobiernos brasileño y libanés, hay 7 millones de brasileños de ascendencia libanesa. Sin embargo, estas cifras pueden ser una exageración dado que, según una encuesta de 2008 realizada por el IBGE, en 2008, que cubre solo los estados de Amazonas, Paraíba, São Paulo, Río Grande del Sur, Mato Grosso y Distrito Federal, sólo el 0.9% de los encuestados brasileños blancos dijeron que tenían orígenes familiares en el Medio Oriente. Un gran número también reside en otras partes de América del Norte, especialmente en los Estados Unidos (489 702) y en Canadá, las personas de ascendencia libanesa total o parcial tienen entre 190 275 (por ascendencia, Censo 2011) a 250 000 según estimaciones. En el resto de las Américas, se encuentran comunidades significativas en Colombia, Venezuela, Argentina, México (400 000); y en casi todos los demás países americanos tienen al menos una pequeña presencia. y con el paso del tiempo, la inmigración ha generado "redes comerciales" libanesas en todo el mundo.
En África, Ghana y Costa de Marfil viven más de 100 000 libaneses. Hay importantes poblaciones libanesas en otros países de África occidental y central. Australia alberga más de 180 000 y Canadá, 250 000. En el mundo árabe, los estados árabes del Golfo Pérsico albergan alrededor de 400 000 libaneses. Los libaneses también se pueden encontrar en los 28 Estados miembros de la Unión Europea. Más de 2.500 exmiembros del SLA permanecen en Israel.
Hasta hace poco tiempo, el Líbano no otorgaba derecho automático a la ciudadanía libanesa para los emigrantes que perdieron su ciudadanía al adquirir la ciudadanía de su país anfitrión, ni para los descendientes de emigrantes nacidos en el extranjero. Esta situación afecta desproporcionadamente a los cristianos. Sin embargo, recientemente, la Institución Maronita de Emigrantes pidió el establecimiento de una vía por la cual los emigrantes que perdieron su ciudadanía puedan recuperarla, o sus descendientes nacidos en el extranjero (si así lo desean) pueden adquirirla.
El 24 de noviembre de 2015, las autoridades libanesas promulgaron la Ley Nº 41, “Recuperación de la ciudadanía libanesa”. En virtud de esta ley, los miembros de la diáspora libanesa pueden solicitar la recuperación de la ciudadanía libanesa. La norma especifica que las solicitudes deben presentarse antes del 25 de noviembre de 2025.
En 2017, el Ministerio de Asuntos Exteriores y Emigrantes lanzó una iniciativa llamada “Programa de Nacionalidad Libanesa”, para que las personas de ascendencia libanesa de todo el mundo soliciten la nacionalidad libanesa, lo que les permite beneficiarse de sus derechos comerciales, financieros, consulares, personales, sociales y políticos como libaneses, dondequiera que se encuentren. En particular, esta iniciativa es relevante para las grandes comunidades libanesas en diferentes países de todo el mundo.
Las solicitudes son revisadas por un comité dentro del Ministerio del Interior y Municipios del Líbano. Si se deniega una solicitud, el solicitante puede apelar la decisión en el plazo de un mes a partir de la fecha de notificación oficial, utilizando la dirección especificada en su solicitud.
Para ser elegibles, los solicitantes deben tener sus nombres, o los nombres de sus antepasados paternos o parientes varones por el lado paterno, incluidos en los registros del censo de 1921-1924 (ya sean registros de residentes o de inmigrantes) y/o en los registros de inmigrantes de 1932, que son mantenidos por el Ministerio del Interior y Municipalidades.